# Akwasi Yeboah
Akwasi Abeyie Yeboah (Sekondi-Takoradi, 15 giugno 1997) è un cestista ghanese con cittadinanza britannica.

## Statistiche

### College
| Anno      | Squadra            | PG  | PT | MP   | TC%  | 3P%  | TL%  | RP  | AP  | PRP | SP  | PP   |
| --------- | ------------------ | --- | -- | ---- | ---- | ---- | ---- | --- | --- | --- | --- | ---- |
| 2016-2017 | S. Brook Seawolves | 31  | 10 | 21,2 | 37,2 | 34,1 | 79,7 | 5,1 | 0,6 | 0,5 | 0,5 | 9,5  |
| 2017-2018 | S. Brook Seawolves | 32  | 31 | 28,5 | 45,2 | 35,5 | 80,3 | 5,1 | 1,4 | 0,9 | 0,2 | 15,3 |
| 2018-2019 | S. Brook Seawolves | 32  | 31 | 31,8 | 41,3 | 31,6 | 78,5 | 7,7 | 1,4 | 0,9 | 0,5 | 16,7 |
| 2019-2020 | Rutgers S. Knights | 31  | 22 | 23,8 | 43,5 | 35,2 | 78,1 | 4,8 | 0,9 | 0,8 | 0,5 | 9,8  |
| Carriera  | Carriera           | 126 | 94 | 26,4 | 41,9 | 33,8 | 79,2 | 5,7 | 1,1 | 0,7 | 0,4 | 12,9 |